# Горохівська міська рада
Горо́хівська міська́ ра́да — адміністративно-територіальна одиниця та орган місцевого самоврядування в Горохівському районі Волинської області. Адміністративний центр — місто Горохів.

## Загальні відомості
- Територія ради: 11,22 км²
- Населення ради: 9165 осіб (станом на 2015 рік)

## Населені пункти
Міській раді підпорядковані населені пункти:
- м. Горохів

## Склад ради
Рада складається з 26 депутатів та голови.
- Голова ради: Годик Віктор Леонідович
- Секретар ради:

### Керівний склад попередніх скликань
| Прізвище, ім'я, по батькові   | Основні відомості                                                           | Дата обрання | Дата звільнення |
| ----------------------------- | --------------------------------------------------------------------------- | ------------ | --------------- |
| Семенченко Віктор Миколайович | Міський голова, 1974 року народження                                        | 26.03.2006   | 01.10.2008      |
| Годик Віктор Леонідович       | Міський голова, 1976 року народження, освіта вища, безпартійний             | 15.03.2009   | 31.10.2010      |
| Годик Віктор Леонідович       | Міський голова, 1976 року народження, освіта вища, член партії Єдиний Центр | 31.10.2010   | 25.10.2015      |
| Годик Віктор Леонідович       | Міський голова, 1976 року народження, освіта вища, безпартійний             | 25.10.2015   |                 |

Примітка: таблиця складена за даними джерел

### Депутати VII скликання
За результатами місцевих виборів 2015 року депутатами ради стали:

#### За суб'єктами висування
| Суб'єкт висування                                          | Кількість обраних депутатів | %     |
| ---------------------------------------------------------- | --------------------------- | ----- |
| Партія Блок Петра Порошенка «Солідарність»                 | 6                           | 23.08 |
| Радикальна партія Олега Ляшка                              | 5                           | 19.23 |
| Політична партія Всеукраїнське об'єднання «Батьківщина»    | 4                           | 15.38 |
| Політична партія «Українське Об'єднання патріотів — УКРОП» | 4                           | 15.38 |
| Політична партія Всеукраїнське об'єднання «Свобода»        | 4                           | 15.38 |
| Аграрна партія України                                     | 3                           | 11.54 |

#### За округами
| № округу                                                   | Прізвище, ім'я, по батькові           | Дата нар.  | Освіта              | Партійна приналежність                                        | Відомості |
| ---------------------------------------------------------- | ------------------------------------- | ---------- | ------------------- | ------------------------------------------------------------- | --- |
| ПАРТІЯ "БЛОК ПЕТРА ПОРОШЕНКА "СОЛІДАРНІСТЬ"                |                                       |            |                     |                                                               | |
| пк                                                         | Пиза Олександр Зіновійович            | 15.10.1965 | вища                | член ПАРТІЇ "БЛОК ПЕТРА ПОРОШЕНКА "СОЛІДАРНІСТЬ"              | Верховна Рада України, помічник народного депутата Мартиняка Сергія Васильовича                                            |
| 2                                                          | Ящукевич Максим Юрійович              | 03.04.1974 | вища                | безпартійний                                                  | Горохівська міська рада, заступник міського голови                                                                         |
| 25                                                         | Степанюк Наталія Олександрівна        | 29.07.1987 | вища                | безпартійна                                                   | Реєстраційна служба Горохівського районного управління юстицій, завідувач сектору реєстраційної служби Грохівського району |
| 18                                                         | Дуда Ігор Володимирович               | 24.08.1974 | вища                | безпартійний                                                  | Приватний підприємець |
| 5                                                          | Дідик Олександр Олегович              | 14.07.1979 | вища                | безпартійний                                                  | Горохівська Районна державна адміністрація, завідувач сектору інформаційних технологій Горохівської райдержадміністрації   |
| 10                                                         | Дубінська Ольга Володимирівна         | 11.11.1967 | професійно-технічна | безпартійна                                                   | Благодійна місія Сонце любові, президент                                                                                   |
| Радикальна партія Олега Ляшка                              |                                       |            |                     |                                                               | |
| пк                                                         | Клемба Анатолій Богданович            | 23.11.1972 | вища                | член Радикальної партії Олега Ляшка                           | ТОВ "Еталон", директор |
| 3                                                          | Кутас Юрій Єлисейович                 | 23.06.1954 | вища                | безпартійний                                                  | пенсіонер |
| 8                                                          | Освіцінська Наталія Анатоліївна       | 01.01.1981 | вища                | безпартійна                                                   | ПАТ "Платинумбанк", фінансовий консультант                                                                                 |
| 26                                                         | Гуль Вероніка Вікторівна              | 14.06.1983 | середня спеціальна  | безпартійна                                                   | Приватний підприємець |
| 9                                                          | Шевченко Володимир Вячеславович       | 10.07.1978 | вища                | безпартійний                                                  | Приватний підприємець |
| політична партія Всеукраїнське об’єднання "Батьківщина"    |                                       |            |                     |                                                               | |
| пк                                                         | Бернадський Микола Ростиславович      | 24.02.1966 | вища                | член політичної партії Всеукраїнське об’єднання "Батьківщина" | Горохівсько- Локачинський об’єднаний районний військовий комісаріат, начальник відділення забезпечення                     |
| 16                                                         | Ковальчук Наталія Василівна           | 05.09.1967 | вища                | член політичної партії Всеукраїнське об’єднання "Батьківщина" | Горохівська міська рада, секретар                                                                                          |
| 20                                                         | Мазур Тетяна Сергіївна                | 12.02.1981 | вища                | член політичної партії Всеукраїнське об’єднання "Батьківщина" | Приватний підприємець |
| 22                                                         | Кульган Тетяна Віталіївна             | 12.03.1969 | вища                | безпартійна                                                   | Горохівська загальноосвітня школа №1 І-ІІІст.ім.Івана Франка, вчитель                                                      |
| політична партія Всеукраїнське об’єднання "Свобода"        |                                       |            |                     |                                                               | |
| пк                                                         | Кравчук Леонід Євстафійович           | 25.05.1964 | вища                | член політичної партії Всеукраїнське об’єднання "Свобода"     | По догляду за інвалідом І групи                                                                                            |
| 4                                                          | Давиденко Валерій Антонович           | 25.06.1947 | вища                | член політичної партії Всеукраїнське об’єднання "Свобода"     | пенсіонер |
| 7                                                          | Голдованський Володимир Володимирович | 15.06.1961 | загальна середня    | безпартійний                                                  | Горохівська РДА, відповідальний черговий РДА                                                                               |
| 18                                                         | Магурчак Віктор Васильович            | 14.09.1979 | загальна середня    | член політичної партії Всеукраїнське об’єднання "Свобода"     | Приватний підприємець |
| ПОЛІТИЧНА ПАРТІЯ "УКРАЇНСЬКЕ ОБ’ЄДНАННЯ ПАТРІОТІВ – УКРОП" |                                       |            |                     |                                                               | |
| пк                                                         | Вольчинський Олександр Олександрович  | 28.04.1962 | вища                | безпартійний                                                  | пенсіонер |
| 6                                                          | Пундик Олег Леонідович                | 12.12.1965 | загальна середня    | безпартійний                                                  | Фізична особа–підприємець                                                                                                  |
| 11                                                         | Задурський Роман Зіновійович          | 07.01.1987 | загальна середня    | безпартійний                                                  | Товариство з обмеженою відповідальністю "Вопак-Трейд", продавець                                                           |
| 15                                                         | Станішевський Богдан Вікторович       | 08.07.1989 | вища                | безпартійний                                                  | Фізична особа–підприємець                                                                                                  |
| Аграрна партія України                                     |                                       |            |                     |                                                               | |
| пк                                                         | Дзецько Віктор Іванович               | 08.09.1956 | вища                | член Аграрної партії України                                  | Горохівський коледж ЛНАУ, викладач                                                                                         |
| 12                                                         | Жаловага Леонід Васильович            | 29.08.1970 | вища                | безпартійний                                                  | Горохівська ЦРЛ, ренген- лаборант                                                                                          |
| 21                                                         | Щерблюк Андрій Васильович             | 06.02.1982 | вища                | член Аграрної партії України                                  | ФГ "Карнацького", директор                                                                                                 |

### Депутати VI скликання
За результатами місцевих виборів 2010 року депутатами ради стали:

#### За суб'єктами висування
| Суб'єкт висування                                       | Кількість обраних депутатів | %    |
| ------------------------------------------------------- | --------------------------- | ---- |
| Політична партія Всеукраїнське об'єднання «Батьківщина» | 13                          | 43,3 |
| Політична партія Всеукраїнське об'єднання «Свобода»     | 4                           | 13,3 |
| Політична партія «Наша Україна»                         | 3                           | 10   |
| Політична партія «Сильна Україна»                       | 3                           | 10   |
| Народна Партія                                          | 2                           | 6,7  |
| Партія регіонів                                         | 2                           | 6,7  |
| Єдиний Центр                                            | 1                           | 3,3  |
| Партія Зелених України                                  | 1                           | 3,3  |
| Політична партія «Фронт Змін»                           | 1                           | 3,3  |

#### За округами
| № округу                                                | Прізвище, ім'я, по батькові       | Дата визнання обраним | Освіта                    | Партійна приналежність                        | Відомості про обраного депутата                                                              |
| ------------------------------------------------------- | --------------------------------- | --------------------- | ------------------------- | --------------------------------------------- | -------------------------------------------------------------------------------------------- |
| Єдиний Центр                                            |                                   |                       |                           |                                               |                                                                                              |
| б/м                                                     | Тішкова Тетяна Геннадіївна        | 03.11.2010            | Освіта вища               | позапартійна                                  | комунальне підприємство «Архітектурно-планувальне бюро», директор                            |
| Народна Партія                                          |                                   |                       |                           |                                               |                                                                                              |
| б/м                                                     | Дзецько Віктор Іванович           | 03.11.2010            | Освіта вища               | член Народної партії                          | Горохівський коледж ЛДАУ, завідувач агрономічним відділом                                    |
| 12                                                      | Дідик Олександр Олегович          | 03.11.2010            | Освіта вища               | член Народної партії                          | Горохівська райдержадміністрація, завідувач сектором інформаційно-комп'ютерного забезпечення |
| Партія Зелених України                                  |                                   |                       |                           |                                               |                                                                                              |
| 10                                                      | Кудим Роман Анатолійович          | 03.11.2010            | Освіта вища               | позапартійний                                 | приватний нотаріус                                                                           |
| Партія регіонів                                         |                                   |                       |                           |                                               |                                                                                              |
| б/м                                                     | Бочковський Валентин Дмитрович    | 03.11.2010            | Освіта вища               | член Партії регіонів                          | відділ освіти і науки Горохівської РДА, методист райметодкабінету                            |
| б/м                                                     | Семенець Леся Леонтіївна          | 03.11.2010            | Освіта вища               | член Партії регіонів                          | пенсіонер                                                                                    |
| Політична партія Всеукраїнське об'єднання «Батьківщина» |                                   |                       |                           |                                               |                                                                                              |
| б/м                                                     | Круковська Людмила Іванівна       | 09.11.2010            | Освіта вища               | член Всеукраїнського об'єднання «Батьківщина» | приватний підприємець                                                                        |
| б/м                                                     | Голдованський Григорій Григорович | 09.11.2010            | Освіта середня            | член Всеукраїнського об'єднання «Батьківщина» | Горохівська ветеринарна лікарня, головний ветеринарний лікар                                 |
| б/м                                                     | Голдованська Оксана Володимирівна | 09.11.2010            | Освіта середня            | член Всеукраїнського об'єднання «Батьківщина» | Горохівський госпрозрахунковий ринок, контролер                                              |
| б/м                                                     | Кондратюк Руслана Ростиславівна   | 09.11.2010            | Освіта вища               | член Всеукраїнського об'єднання «Батьківщина» | Горохівський коледж ЛНАУ, викладач                                                           |
| 2                                                       | Сафонік Алла Антонівна            | 03.11.2010            | Освіта вища               | член Всеукраїнського об'єднання «Батьківщина» | Горохівська ЦРЛ, лікар                                                                       |
| 4                                                       | Сафонік Максим Анатолійович       | 03.11.2010            | Освіта вища               | член Всеукраїнського об'єднання «Батьківщина» | Горохівська ЦРЛ, лікар-інтерн                                                                |
| 5                                                       | Бернадський Микола Ростиславович  | 03.11.2010            | Освіта вища               | член Всеукраїнського об'єднання «Батьківщина» | приватний підприємець                                                                        |
| 7                                                       | Новосад Жанна Петрівна            | 03.11.2010            | Освіта вища               | позапартійна                                  | ПП «Злагода», технолог                                                                       |
| 8                                                       | Проценко Богдана Миколаївна       | 03.11.2010            | Освіта вища               | член Всеукраїнського об'єднання «Батьківщина» | Горохівський коледж ЛНАУ, викладач                                                           |
| 9                                                       | Наглюк Григорій Григорович        | 03.11.2010            | Освіта вища               | член Всеукраїнського об'єднання «Батьківщина» | Горохівський коледж ЛНАУ, викладач                                                           |
| 11                                                      | Ковальчук Наталія Василівна       | 03.11.2010            | Освіта вища               | член Всеукраїнського об'єднання «Батьківщина» | Горохівський коледж ЛНАУ, викладач                                                           |
| 14                                                      | Жельчик Галина Миколаївна         | 03.11.2010            | Освіта вища               | член Всеукраїнського об'єднання «Батьківщина» | Горохівський коледж ЛНАУ, викладач                                                           |
| 15                                                      | Воробій Галина Володимирівна      | 03.11.2010            | Освіта середня спеціальна | член Всеукраїнського об'єднання «Батьківщина» | Горохівська міська рада, завідувач відділом бухгалтерського обліку                           |
| Політична партія Всеукраїнське об'єднання «Свобода»     |                                   |                       |                           |                                               |                                                                                              |
| б/м                                                     | Сафонік Богдан Олексійович        | 03.11.2010            | Освіта вища               | член Всеукраїнського об'єднання «Свобода»     | приватний підприємець                                                                        |
| б/м                                                     | Давиденко Тамара Федорівна        | 03.11.2010            | Освіта вища               | член Всеукраїнського об'єднання «Свобода»     | районна санепідемстанція, епідеміолог                                                        |
| б/м                                                     | Білінський Богдан Васильович      | 03.11.2010            | Освіта вища               | член Всеукраїнського об'єднання «Свобода»     | пенсіонер                                                                                    |
| 3                                                       | Карпевич Андрій Миколайович       | 03.11.2010            | Освіта вища               | член Всеукраїнського об'єднання «Свобода»     | Горохівська ЦРЛ, лікар-анестезіолог                                                          |
| Політична партія «Наша Україна»                         |                                   |                       |                           |                                               |                                                                                              |
| б/м                                                     | Івашко Василь Ігорович            | 03.11.2010            | Освіта вища               | позапартійний                                 | тимчасово не працює                                                                          |
| б/м                                                     | Мазін Валерій Миколайович         | 09.11.2010            | Освіта вища               | член Політичної партії «Наша Україна»         | відділ освіти Горохівської РДА, інженер відділу                                              |
| 13                                                      | Ящукевич Максим Юрійович          | 03.11.2010            | Освіта вища               | член Політичної партії «Наша Україна»         | Фінансове управління Горохівської райдержадміністрації, головний спеціаліст-програміст       |
| Політична партія «Сильна Україна»                       |                                   |                       |                           |                                               |                                                                                              |
| б/м                                                     | Супрун Олександр Миколайович      | 04.11.2010            | Освіта середня спеціальна | член Політичної партії «Сильна Україна»       | ТзОВ «Агрокомплекс Галичина», директор                                                       |
| 1                                                       | Білозір Любов Володимирівна       | 03.11.2010            | Освіта вища               | член Політичної партії «Сильна Україна»       | Горохівська міська рада, секретар ради                                                       |
| 6                                                       | Щерблюк Андрій Васильович         | 03.11.2010            | Освіта вища               | член Політичної партії «Сильна Україна»       | фермерське господарство «Карнацький», директор                                               |
| Політична партія «Фронт Змін»                           |                                   |                       |                           |                                               |                                                                                              |
| б/м                                                     | Кос Михайло Леонтійович           | 03.11.2010            | Освіта вища               | член Політичної партії «Фронт Змін»           | Горохівська міська рада, інспектор муніципальної поліції                                     |